# 1775
Перша наукова революція •  Просвітництво • Глухівський період в історії Гетьманщини •  Російська імперія

## Геополітична ситуація
Султаном Османської імперії став Абдул-Гамід I (до 1789). Під владою османів перебувають Близький Схід та Єгипет, Середземноморське узбережжя Північної Африки, частина Закавказзя, значні території в Європі: Греція, Болгарія і Сербія. Васалами османів є Волощина та Молдова.
Священна Римська імперія охоплює, крім німецьких земель, Угорщину з Хорватією, Трансильванію, Богемію, Північну Італію, Австрійські Нідерланди. Її імператор — Йосиф II (до 1790). Марія-Терезія має титул королеви Угорщини. Королем Пруссії є Фрідріх II (до 1786).
У Франції короля Людовіка XV змінив Людовик XVI (до 1792). Франція має колонії в Північній Америці та Індії. В Іспанії королює Карл III (до 1788). Королівству Іспанія належать південь Італії, Нова Іспанія, Нова Гранада та Віцекоролівство Перу в Америці, Філіппіни. У Португалії королює Жозе I (до 1777). Португалія має володіння в Бразилії, в Африці, в Індії, в Індійському океані й Індонезії.
На троні Великої Британії сидить Георг III (до 1820). Британія має колонії в Північній Америці, на Карибах та в Індії. У Північноамериканських колоніях Британії почалася війна за незалежність. Північ Нідерландів займає Республіка Об'єднаних провінцій. Вона має колонії в Північній Америці, Індонезії, на Формозі та на Цейлоні. Король Данії та Норвегії — Кристіан VII (до 1808), на шведському троні сидить Густав III (до 1792). На Апеннінському півострові незалежні Венеціанська республіка та Папська область. Король Речі Посполитої — Станіслав Август Понятовський (до 1795). У Російській імперії править Катерина II (до 1796).
Україну розділено між трьома державами. Королівство Галичини та Володимирії належить Австрії. По Дніпру проходить кордон між Річчю Посполитою та Російською імперією. Лівобережна частина розділена на Малоросійську, Новоросійську та Слобідсько-Українську губернії. Нова Січ припинила існування, виникла Задунайська Січ. Існує Кримське ханство, якому підвладна Ногайська орда.
В Ірані фактично править династія Зандів.
Значними державами Індостану є Імперія Великих Моголів, Імперія Маратха. Зростає могутність Британської Ост-Індійської компанії. У Китаї править Династія Цін. У Японії триває період Едо.

## Події

### Історія України
- 15 червня російське військо зруйнувало Запорізьку (Підпільненську) Січ.
- Частина козаків переселилася на територію підконтрольну Османській імперії. Виникла Задунайська Січ. Іншу частину в 1792-му переселено на Кубань.
- 7 травня Габсбурзька монархія та Османська імперія уклали договір у Константинополі, за яким Буковина передавалася Габсбургам.

### Світова історія
- 15 лютого Папою Римським обрано Пія VI.
- 6 березня претендент на посаду пешви маратхів Раґханатх Рао підписав з Британською Ост-Індською компанією договір, за яким в обмін на територіальні поступки британці зобов'язувалися надати йому військову допомогу. Як наслідок почалася Перша англо-маратська війна.
- 18 листопада указом російської імператриці Катерини ІІ почалася територіально-адміністративна реформа.

#### Історія США
- 9 лютого Парламент Великої Британії оголосив, що Провінція Массачусетської затоки збунтувалася.
- 23 березня Патрик Генрі проголосив на Другому з'їзді Вірджинії: «Дайте мені свободу, або дайте мені смерть».
- 19 квітня відбулися битви при Лексингтоні і Конкорді, що знаменували початок війни за незалежність США.
- 10 травня почав свою роботу Другий Континентальний конгрес.
- 7 червня Сполучені Колонії змінили свою назву на United States — Об'єднані Держави (Сполучені Штати).
- 14 червня в Сполучених Штатах Америки у зв'язку з необхідністю вести бойові дії у Війні за незалежність Північноамериканських штатів засновано континентальну армію — сучасна Армія США.
- 17 липня у США відкрили перший у світі військовий шпиталь.
- 21 серпня американські повстанці взяли в облогу Форт-Сен-Жан, з чого почалося вторгнення в Канаду.
- 23 серпня король Великої Британії Георг III публічно оголосив бунт в американських провінціях.
- 13 листопада американці захопили Монреаль.
- 31 грудня у битві при Квебеку британські війська відбили напад американців.

#### Засновані
- Тверське намісництво
- Кривий Ріг
- Тусон
- Куопіо
- Умм-ель-Кайвайн (емірат)

#### Зникли
- Ланна (держава)

### Наука та культура
- 25 травня Джозеф Прістлі зробив доповідь у Лондонському королівському товаристві про виділення кисню у газовій формі.
- Карл Вільгельм Шеєле відкрив миш'якову кислоту.
- Торберн Улаф Бергман опублікував таблицю хімічних спорідненостей.
- Лагранж опублікував книгу «Арифметичні дослідження», в якій побудував загальну теорію квадратичних форм.
- Джеймс Кук завершив своє друге навколосвітнє плавання.

- Моцарт написав опери «Удавана садівниця» та «Цар-пастух».
- У Комеді Франсез відбулася прем'єра п'єси Бомарше «Севільський цирульник».
- У лондонському театрі Ковент Гарден відбулася прем'єра п'єси Шерідана «Суперники».

## Народились
див. також Категорія:Народились 1775
- 11 січня — Луїс де Ласі, іспанський політичний діяч; учасник Іспанської революції 1808—1814; генерал.
- 22 січня — Андре-Марі Ампер, французький фізик, хімік і математик, один з основоположників електродинаміки
- 24 липня — Ежен Франсуа Відок, французький авантюрист, злочинець, організатор служби безпеки Франції (1810)
- 19 жовтня — Камма Рахбек, данська мисткиня та власниця салону

## Померли
див. також Категорія:Померли 1775